# Emisfero celeste

La sfera celeste con al centro la Terra: sono evidenziati in azzurro chiaro l'emisfero visibile e in blu scuro quello non visibile all'osservatore. L'area beige è il piano dell'orizzonte astronomico, C è il centro della Terra e della sfera celeste, O è l'osservatore.

L'emisfero celeste (cioè "mezza sfera" del cielo) è la volta stellata visibile da uno dei due emisferi terrestri, ottenuto intersecando la sfera celeste con un piano passante per il suo centro. La loro intersezione è un cerchio massimo.
A seconda di quale sia il piano secante e quindi il cerchio massimo individuato, si parla di emisfero celeste boreale e australe, oppure visibile e invisibile, oppure orientale e occidentale, oppure settentrionale e meridionale, e così via.

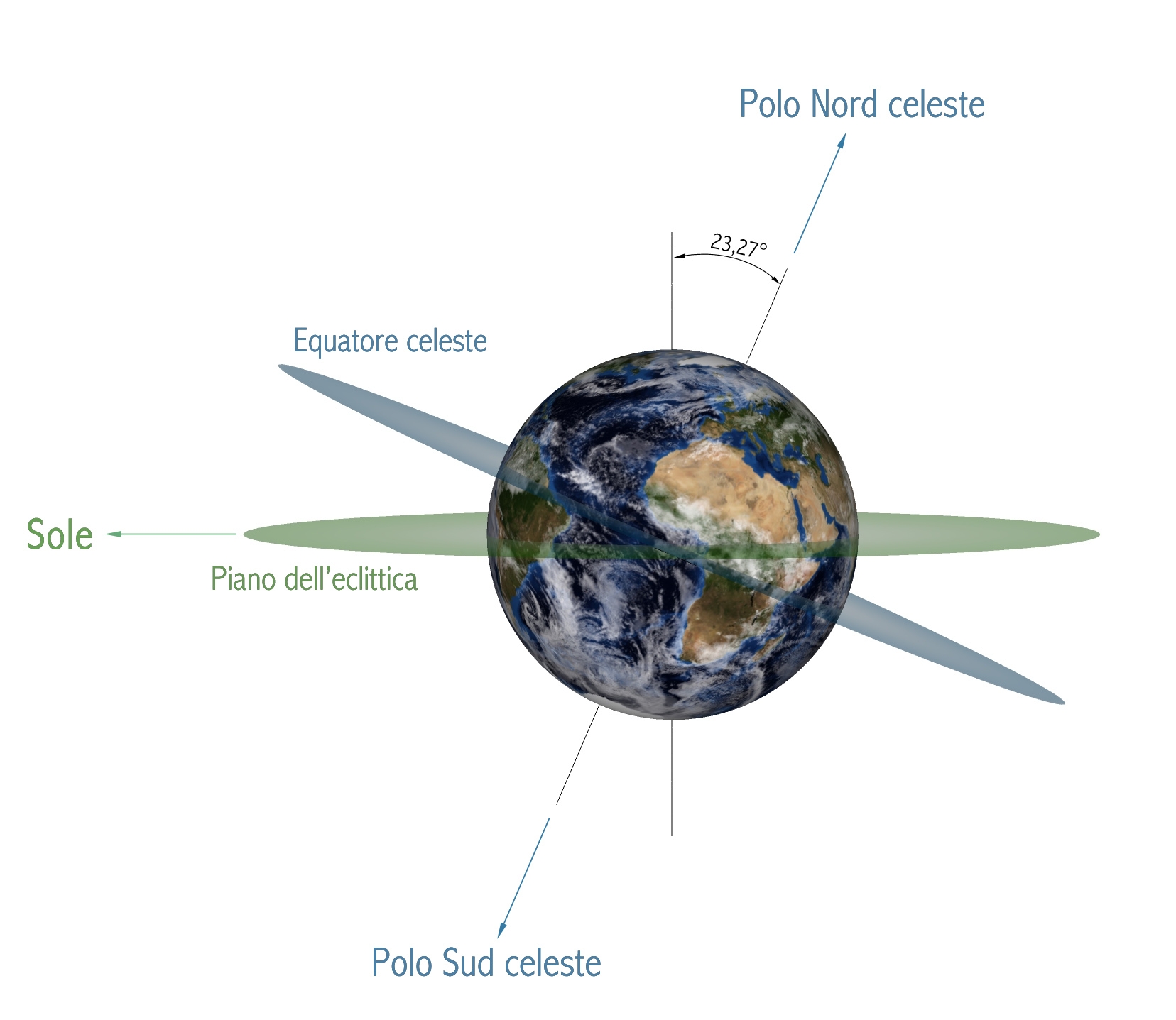
L'equatore terrestre divide la sfera terrestre in due emisferi celesti: quello nord e quello sud.

- Emisfero celeste visibile e invisibile: il piano secante è quello dell'orizzonte astronomico dell'osservatore; l'emisfero al di sopra dell'osservatore è detto visibile, quello al di sotto è detto invisibile.
- Emisfero celeste boreale e australe: il piano secante è quello dell'equatore celeste; l'emisfero che contiene il polo celeste nord è detto boreale o anche nord, quello che contiene il polo celeste sud è detto australe o anche sud.
- Emisfero celeste orientale e occidentale: il piano secante è quello del meridiano locale; l'emisfero che contiene il punto cardinale est è detto orientale o anche est, quello che contiene il punto cardinale ovest è detto occidentale o anche ovest.